# Орден Вузла

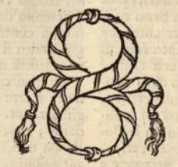
Емблема Ордену Вузла

Орден Вузла або Орден Святого Духа — один з перших лицарських королівських орденів в Європі. Був заснований 1352 року королем Неаполя Луїджі I.

## Історія

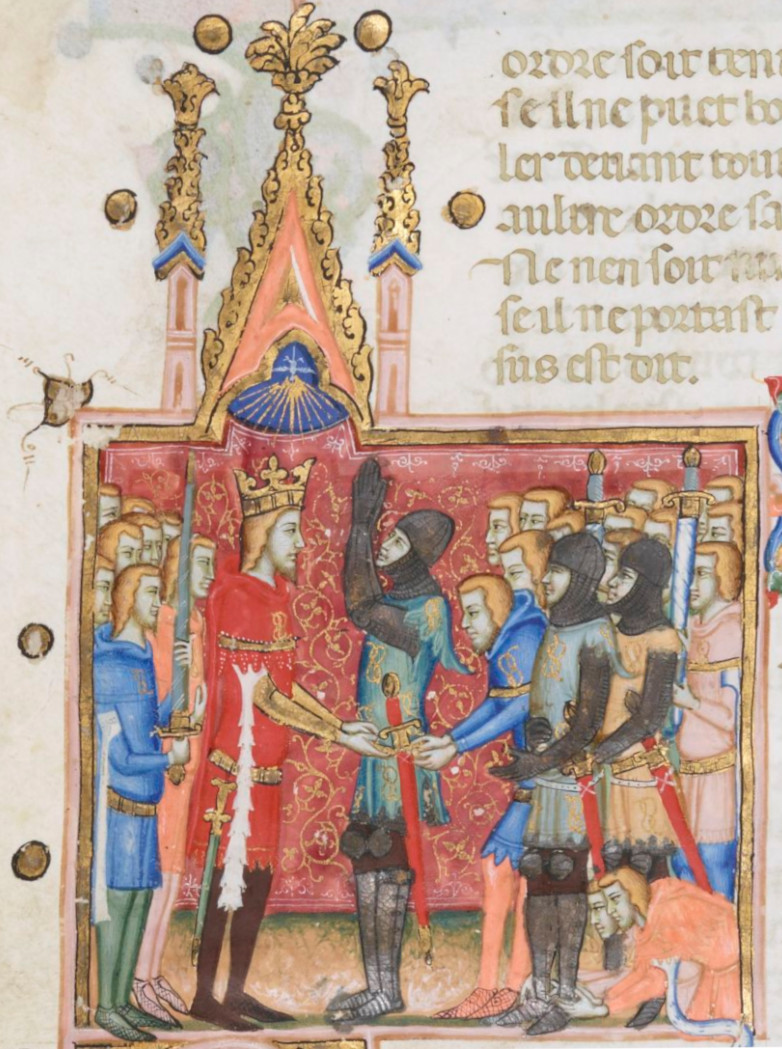
Інвеститура лицаря.

Орден Святого Духа Справедливого Бажання, або як його ще називали, через його емблему — Орден Вузла, ґрунтувався на правилах лицарських орденів раннього Середньовіччя. Його безпосередніми попередниками були Орден Святого Юрія (1325) та Орден Зірки (1351).
Ідея об'єднання лицарів у світський орден з'явилася ще в 14 столітті. Він належить арагонським, угорським, французьким та кастильським правителям, які надихалися релігійними орденами.
23 травня 1352 року, в день П'ятдесятниці, Луїджі I Анжуйський і Жанна I були короновані в Неаполі як суверени Сицилійського королівства. Щоб утвердити свою владу, Луїджі I створив того ж дня лицарський королівський орден Святого Духа Праведного Бажання. Який пізніше стали називати Орденом Вузла.
Королівський лицарський орден мав на меті забезпечення та укріплення королівської влади лицарською військовою силою, зміцнення лояльності та інтеграція феодальних сил навколо монарха.
У разі смерті лицаря родичі повинні були передати його меч королю і великому магістру Ордену під час похоронної служби. Потім меч поміщали на стіні поховальної каплиці Ордену.
Рання смерть короля Луїджі I (1362), який не залишив нащадків, призвела невдовзі до занепаду цього ордену.